# Mikael Tillström
Mikael Tillström (ur. 5 marca 1972 w Jönköping) – szwedzki tenisista i trener tenisa, reprezentant w Pucharze Davisa, olimpijczyk z Sydney (2000).

## Kariera tenisowa
Karierę zawodową rozpoczął w roku 1991. W gronie zawodowców wygrał w grze pojedynczej w roku 1997 turniej rangi ATP World Tour w Ćennaju. Pojedynek finałowy zakończył się zwycięstwem Tillströma nad Alexem Rădulescu 6:4, 4:6, 7:5. W roku 1998 ponownie doszedł do finału w Ćennaju, lecz tym razem przegrał mecz o tytuł z Patrickem Rafterem. W sezonie 1999 awansował do finału w Singapurze, przegrywając finałowy mecz z Marcelem Ríosem, a w roku 2000 osiągnął 2 finały, w San José (porażka z Markiem Philippoussisem) i na Majorce (porażka z Maratem Safinem). Najwyżej sklasyfikowany w rankingu singlistów był na 39. miejscu w połowie października 2000 roku.
W grze podwójnej Szwed wygrał łącznie 8 turniejów rangi ATP World Tour (7 z Nicklasem Kultim i 1 z Michaelem Tebbuttem). Ponadto 4 razy był finalistą rozgrywek z cyklu ATP World Tour. W Wielkim Szlemie najlepszym rezultatem Szweda w deblu są półfinały French Open 1999 oraz Wimbledonu 2000. W każdym z tych turniejów partnerem Tillströma był Kulti. Najwyższą pozycję z zestawieniu deblistów osiągnął w lipcu 2000 roku, nr 15.
W reprezentacji Szwecji w Pucharze Davisa zadebiutował w roku 1997. Rozegrał łącznie dla zespołu 10 meczów, wygrywając 5 pojedynków deblowych oraz 2 mecze singlowe.
W 2000 roku wystąpił na igrzyskach olimpijskich w Sydney. W grze pojedynczej doszedł do 3 rundy, w której odpadł po porażce z Rogerem Federerem. W turnieju gry podwójnej wystartował w parze z Nicklasem Kultim. Szwedzki debel został wyeliminowany w 1 rundzie przez późniejszych złotych medalistów, Sébastiena Lareau i Daniela Nestora.

### Finały w turniejach ATP World Tour
| Legenda                                      |
| -------------------------------------------- |
| Wielki Szlem                                 |
| Igrzyska olimpijskie                         |
| Tennis Masters Cup / ATP Finals              |
| ATP Masters Series / ATP Tour Masters 1000   |
| ATP International Series Gold / ATP Tour 500 |
| ATP International Series / ATP Tour 250      |

#### Gra pojedyncza (1–4)
| Końcowy wynik | Nr | Data                 | Turniej  | Nawierzchnia  | Przeciwnik         | Wynik finału  |
| ------------- | -- | -------------------- | -------- | ------------- | ------------------ | ------------- |
| Zwycięzca     | 1. | 13 kwietnia 1997     | Ćennaj   | Twarda        | Alex Rădulescu     | 6:4, 4:6, 7:5 |
| Finalista     | 1. | 12 kwietnia 1998     | Ćennaj   | Twarda        | Patrick Rafter     | 3:6, 4:6      |
| Finalista     | 2. | 17 października 1999 | Singapur | Twarda (hala) | Marcelo Ríos       | 2:6, 6:7(5)   |
| Finalista     | 3. | 13 lutego 2000       | San José | Twarda (hala) | Mark Philippoussis | 5:7, 6:4, 3:6 |
| Finalista     | 4. | 7 maja 2000          | Majorka  | Ceglana       | Marat Safin        | 4:6, 3:6      |

#### Gra podwójna (8–4)
| Końcowy wynik | Nr | Data              | Turniej      | Nawierzchnia    | Partner         | Przeciwnicy                       | Wynik finału        |
| ------------- | -- | ----------------- | ------------ | --------------- | --------------- | --------------------------------- | ------------------- |
| Finalista     | 1. | 26 lipca 1992     | Hilversum    | Ceglana         | Mårten Renström | Paul Haarhuis Mark Koevermans     | 7:6, 1:6, 4:6       |
| Zwycięzca     | 1. | 2 sierpnia 1992   | San Marino   | Ceglana         | Nicklas Kulti   | Cristian Brandi Federico Mordegan | 6:2, 6:2            |
| Finalista     | 2. | 10 lipca 1994     | Båstad       | Ceglana         | Nicklas Kulti   | Jan Apell Jonas Björkman          | 2:6, 3:6            |
| Zwycięzca     | 2. | 13 lipca 1997     | Båstad       | Ceglana         | Nicklas Kulti   | Magnus Gustafsson Magnus Larsson  | 6:0, 6:3            |
| Zwycięzca     | 3. | 17 sierpnia 1997  | Indianapolis | Twarda          | Michael Tebbutt | Jonas Björkman Nicklas Kulti      | 6:3, 6:2            |
| Zwycięzca     | 4. | 15 lutego 1998    | Petersburg   | Dywanowa (hala) | Nicklas Kulti   | Marius Barnard Brent Haygarth     | 3:6, 6:3, 7:6       |
| Zwycięzca     | 5. | 15 listopada 1998 | Sztokholm    | Twarda (hala)   | Nicklas Kulti   | Chris Haggard Peter Nyborg        | 7:5, 3:6, 7:5       |
| Finalista     | 3. | 26 kwietnia 1998  | Orlando      | Ceglana         | Michael Tebbutt | Grant Stafford Kevin Ullyett      | 6:4, 4:6, 5:7       |
| Finalista     | 4. | 11 lipca 1999     | Båstad       | Ceglana         | Nicklas Kulti   | David Adams Jeff Tarango          | 6:7(6), 4:6         |
| Zwycięzca     | 6. | 30 kwietnia 2000  | Barcelona    | Ceglana         | Nicklas Kulti   | Paul Haarhuis Sandon Stolle       | 6:2, 6:7(2), 7:6(5) |
| Zwycięzca     | 7. | 18 czerwca 2000   | Halle        | Ceglana         | Nicklas Kulti   | Mahesh Bhupathi David Prinosil    | 7:6(4), 7:6(4)      |
| Zwycięzca     | 8. | 16 lipca 2000     | Båstad       | Ceglana         | Nicklas Kulti   | Andrea Gaudenzi Diego Nargiso     | 4:6, 6:2, 6:3       |

## Kariera trenerska
Jest jednym z fundatorów akademii Good to Great Tennis Academy w Sztokholmie. W 2013 roku był jednym z trenerów Grigora Dimitrowa, a w październiku 2015 został szkoleniowcem Gaëla Monfilsa.